# Walther Krötzsch
Walther Krötzsch (* 6. Februar 1878 in Leipzig; † 25. August 1951 in Leipzig) war ein deutscher Zeichenlehrer.

## Leben
Krötzsch diente im Ersten Weltkrieg als Gefreiter und war zuletzt Leutnant der Landwehr (Militär). Er wurde mit dem Eisernen Kreuz 2. Klasse und der Silbernen Friedrich-August-Medaille ausgezeichnet. Krötzsch wirkte als städtischer Zeichendirektor und lehrte seit 1914 an der Thomasschule zu Leipzig. Außerdem war er bis 1936 Schriftleiter und Herausgeber der Zeitschrift für Kunsterziehung Schauen und Schaffen. Anlässlich der Internationalen Ausstellung für Buchgewerbe und Graphik (Leipzig 1914) gestaltete er eine Sondermarke. Für seine Verdienste erhielt er das Verdienstkreuz des Sächsischen Zivilverdienstordens und die Große Goldene Medaille der Stadt Leipzig.

## Publikationen
- Zeichenlehrer und Zeichenunterricht im Sächsischen Volksschulgesetz. Leipzig 1909.
- Leipziger Land im Bild. Leipzig 1912.
- Leipziger Schlachtfeldführer 1813/1913. Leipzig 1913.
- Es sprach der Herr Hindenburg. Leipzig 1914.
- Das Kind und die Schule. Leipzig 1914.
- Rhythmus und Form in der freien Kinderzeichnung. Leipzig 1917.
- Bei Sächsischer Landwehr im Westen. Berlin 1917.
- Der Weg zur Gestalt. Leipzig 1930.